# Арне Монссон
Арне Бертіл Монссон (швед. Arne Bertil Månsson; нар. 11 листопада 1925, Прихід Вестра Скверлінге, Швеція — пом. 11 січня 2003) — шведський футболіст, захисник.

## Клубна кар'єра
Монссон розпочинав займатися футболом у клубі «Мальме Спорт», проте в 1944 19-річний захисник перейшов до «Мальме». У команді з Челлем Розеном, Еріком Нільссоном, Бер'є Таппером та Хельге Бенгтссоном, яка була діючим чемпіоном Аллсвенскану, спочатку був гравцем запасу. Після переходу Ганса Мальстрема до «Гельсінгборга» став гравцем основного складу.
Протягом наступних років Арне допомагав фінішувати «Мальме» у верхній частині турнірної таблиці та боротися за титул чемпіона Аллсвенскану. У 1946 та 1947 роках допомагав команді завоювати національний кубок, а після переходу до команди Карла-Еріка Пальмера та Стеллана Нільссона в сезоні 1948/49 років, допоміг команді виграти шведський чемпіонат. Наступного сезону «Мальме» зумів захистити чемпіонський титул, не програвши в сезоні жодного матчу (лише двічі команда розписала нічию). У сезоні 1950/51 років до останнього туру «Мальме» знову йшов без жодної поразки в сезоні, проте поступився АІКу, незважаючи на це команда знову стала чемпіоном, оскільки той матч не мав турнірного значення. Безпрограшна серія в період з 1949 по 1951 рік з 49-и поспіль матчів станом на жовтень 2009 року залишалася для Швеції рекордною. У сезоні 1952/53 років «Мальме» виграв національний чемпіонат та кубок, оформивши таким чином «золотий дубль».

## Кар'єра в збірній
Завдяки вдалій грі за «Мальме» потрапив до поля зору головного тренера національної збірної Швеції Джорджа Рейнора. Дебютував за головну збірну 2 жовтня 1949 року в переможному (8:1) поєдинку кваліфікації чемпіонату світу 1950 року в Бразилії проти Фінляндії (у тому матчі Егон Єнссон з 7 по 17-у хвилини встиг відзначитися хет-триком). Викликався для участі в фінальній частині чемпіонату світу 1950 року, проте на тому турнірі на футбольне поле не виходив. Свій другий та останній матч у футболці шведської збірної зіграв 24 вересня 1950 року проти Фінляндії (1:0). Окрім цього провів 2 поєдинки за другу збірну Швеції.
| Матчі Арне Монссон за збірну Швеції | Матчі Арне Монссон за збірну Швеції | Матчі Арне Монссон за збірну Швеції | Матчі Арне Монссон за збірну Швеції | Матчі Арне Монссон за збірну Швеції | Матчі Арне Монссон за збірну Швеції | Матчі Арне Монссон за збірну Швеції |
| ----------------------------------- | ----------------------------------- | ----------------------------------- | ----------------------------------- | ----------------------------------- | ----------------------------------- | ----------------------------------- |
| №                                   | Дата                                | Місце проведення                    | Суперник                            | Рахунок                             | Голи                                | Турнір                              |
| 1                                   | 2 жовтня 1949                       | Мальме                              | Фінляндія                           | 8:1                                 | —                                   | Товариський матч                    |
| 2                                   | 24 вересня 1951                     | Гельсінкі                           | Фінляндія                           | 1:0                                 | —                                   | Товариський матч                    |

## Кар'єра тренера
У 1955 році Монссон залишає «Мальме» та переходить до «Треллеборга» на посаду граючого тренера. Згодом працював тренером у Мальме БІ, а потім тренував молодь у клубі «Мальме Спорт». Серед його вихованців — Бу Ларссон та Стаффан Таппер. 

## Досягнення
- Аллсвенскан
- Чемпіон (4): 1948/49, 1949/50, 1950/51, 1952/53

- Кубок Швеції
  -  Володар (5): 1944, 1946, 1947, 1951, 1953

- Бронзовий призер чемпіонату світу: 1950